# .um
.um (United States Minor Outlying Islands) foi o código TLD (ccTLD) na Internet para as Ilhas Menores Distantes dos Estados Unidos, criado em 1997, e operado pelo Instituto de Ciências da Califórnia do Sul (USC-ISI), por meio da United States Minor Outlying Islands Registry (NIC.um).
Em janeiro de 2007, a IANA recebeu do USC-ISI, o pedido para deletar da Zona DNS, o domínio de topo .um, pelo fato, de já existir um domínio de topo para os Estados Unidos, o .us, operado pela Neustar, e a pouca demanda de registros.
No mesmo ano de 2007, o NIC.um fechou todos os registros de domínios sob o .um, para dar início ao processo de exclusão na Zona DNS da IANA.
Em 20 de Abril de 2008, o ICANN com apoio do Departamento de Comércio dos Estados Unidos, aprovaram a remoção do ccTLD .um da Zona DNS da IANA.